# Notts County Football Club 2011-2012

## Rosa
| N. |                             | Ruolo | Calciatore                                   |
| -- | --------------------------- | ----- | -------------------------------------------- |
| 1  | Inghilterra (bandiera)      | P     | Rob Burch                                    |
| 2  | Inghilterra (bandiera)      | D     | Julian Kelly                                 |
| 3  | Irlanda (bandiera)          | D     | Alan Sheehan                                 |
| 4  | Inghilterra (bandiera)      | D     | Mike Edwards                                 |
| 5  | Inghilterra (bandiera)      | D     | Krystian Pearce                              |
| 6  | Algeria (bandiera)          | D     | Hamza Bencherif                              |
| 7  | Inghilterra (bandiera)      | A     | Ishmel Demontagnac                           |
| 9  | Inghilterra (bandiera)      | A     | Lee Hughes                                   |
| 10 | Inghilterra (bandiera)      | C     | Neal Bishop (capitano)                       |
| 11 | Irlanda del Nord (bandiera) | C     | Jeff Hughes                                  |
| 12 | Inghilterra (bandiera)      | D     | Jude Stirling                                |
| 14 | Irlanda (bandiera)          | C     | Alan Judge                                   |
| 15 | Barbados (bandiera)         | A     | Jonathan Forte (in prestito dal Southampton) |
| 16 | Inghilterra (bandiera)      | D     | Stephen Hunt                                 |

| N. |                        | Ruolo | Calciatore                                         |
| -- | ---------------------- | ----- | -------------------------------------------------- |
| 17 | Inghilterra (bandiera) | P     | Stuart Nelson                                      |
| 18 | Nigeria (bandiera)     | D     | Sam Sodje                                          |
| 19 | Inghilterra (bandiera) | C     | Charlie Allen                                      |
| 20 | Galles (bandiera)      | D     | Kieron Freeman (in prestito dal Nott'm Forest)     |
| 21 | Inghilterra (bandiera) | P     | Liam Mitchell                                      |
| 22 | Irlanda (bandiera)     | A     | Ben Burgess                                        |
| 23 | Inghilterra (bandiera) | C     | Jon Harley                                         |
| 24 | Inghilterra (bandiera) | D     | Liam Chilvers                                      |
| 25 | Inghilterra (bandiera) | C     | John Spicer                                        |
| 26 | Inghilterra (bandiera) | D     | Haydn Hollis                                       |
| 29 | Inghilterra (bandiera) | C     | Curtis Thompson                                    |
| 30 | Colombia (bandiera)    | C     | Cristian Montaño (in prestito dal West Ham United) |
| 31 | Inghilterra (bandiera) | C     | Gavin Mahon                                        |
| 35 | Giamaica (bandiera)    | D     | Damion Stewart (in prestito dal Bristol City)      |

### Staff tecnico
| Manager                     | Martin Allen   |
| Assistente allenatore       | Carl Muggleton |
| Preparatore                 | John Schofield |
| Fisioterapista              | John Wilson    |
| Direttore settore giovanile | Mick Leonard   |